# Olympische Sommerspiele 1928/Leichtathletik – 200 m (Männer)
Der 200-Meter-Lauf der Männer bei den Olympischen Spielen 1928 in Amsterdam wurde am 31. Juli und 1. August 1928 im Olympiastadion Amsterdam ausgetragen. 59 Athleten nahmen teil.
Olympiasieger wurde der Kanadier Percy Williams vor dem Briten Walter Rangeley. Bronze ging an den Deutschen Helmut Körnig.

## Rekorde

### Bestehende Rekorde
Der Weltrekord über 200 Meter wurde noch bis 1951 nur inoffiziell geführt.
| Weltrekord (inoffiziell) | 20,6 s (Bahn mit gerader Strecke, 220 Yards = 201,168 m) | Roland Locke ( USA)    | Lincoln, USA         | 1. Mai 1926     |
| Weltrekord (inoffiziell) | 21,0 s (volle Kurve)                                     | Charles Paddock ( USA) | Paris, Frankreich    | 6. Mai 1923     |
| Olympischer Rekord       | 21,6 s (Bahn mit gerader Strecke)                        | Archie Hahn ( USA)     | OS St. Louis, USA    | 31. August 1904 |
| Olympischer Rekord       | 21,6 s                                                   | Jackson Scholz ( USA)  | OS Paris, Frankreich | 9. Juli 1924    |

### Rekordegalisierung
Der spätere Bronzemedaillengewinner Helmut Körnig aus Deutschland egalisierte den bestehenden olympischen Rekord im sechsten Viertelfinallauf am 31. Juli.

## Durchführung des Wettbewerbs
Am 31. Juli traten die Läufer zu fünfzehn Vorläufen an. Die jeweils zwei besten Athleten – hellblau unterlegt – qualifizierten sich für die Viertelfinals am gleichen Tag. Auch aus diesen sechs Viertelfinalläufen kamen die jeweils Erst- und Zweitplatzierten – wiederum hellblau unterlegt –  in die nächste Runde, die Halbfinals. Die beiden Vorentscheidungen und das Finale wurden am 1. August durchgeführt. Aus den Halbfinals erreichten die jeweils ersten Drei – hellblau unterlegt – den Endlauf.

## Vorläufe
Datum: 31. Juli 1928
Es sind nicht alle Zeiten überliefert.

### Vorlauf 1
| Platz | Name           | Nation     | Zeit   | Anmerkung |
| ----- | -------------- | ---------- | ------ | --------- |
| 1     | Henry Cumming  | USA        | 22,4 s |           |
| 2     | André Mourlon  | Frankreich | k. A.  |           |
| 3     | André Théard   | Haiti      | k. A.  |           |
| 4     | Willy Weibel   | Schweiz    | k. A.  |           |
| 5     | Diego Ordóñez  | Spanien    | k. A.  |           |
| 6     | Ladislau Peter | Rumänien   | k. A.  |           |

### Vorlauf 2
| Platz | Name             | Nation             | Zeit   | Anmerkung |
| ----- | ---------------- | ------------------ | ------ | --------- |
| 1     | Björn Kugelberg  | Schweden           | 22,4 s |           |
| 2     | Maurice Degrelle | Frankreich         | k. A.  |           |
| 3     | Dan Cullen       | Irischer Freistaat | k. A.  |           |
| 4     | Renos Frangoudis | Griechenland       | k. A.  |           |

### Vorlauf 3

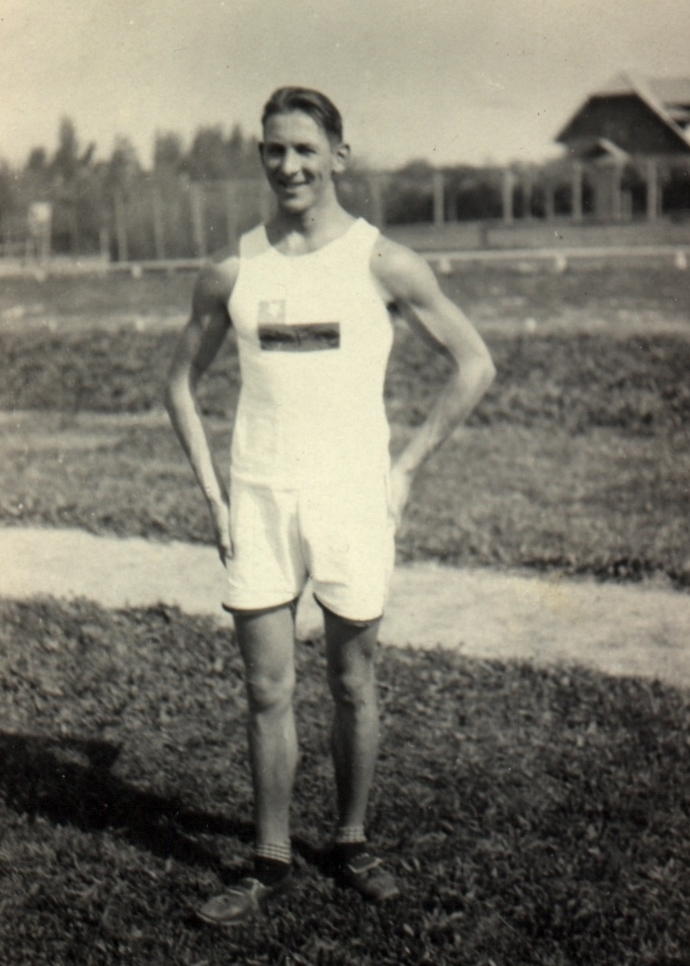
Rodolfo Hannig – ausgeschieden als Fünfter im dritten Vorlauf

| Platz | Name             | Nation          | Zeit   | Anmerkung |
| ----- | ---------------- | --------------- | ------ | --------- |
| 1     | John Fitzpatrick | Kanada          | 22,8 s |           |
| 2     | James Carlton    | Australien      | 22,8 s |           |
| 3     | Juan Serrahima   | Spanien         | k. A.  |           |
| 4     | Ronald Burns     | Britisch-Indien | k. A.  |           |
| 5     | Rodolfo Hannig   | Chile           | k. A.  |           |

### Vorlauf 4
| Platz | Name                | Nation          | Zeit   | Anmerkung |
| ----- | ------------------- | --------------- | ------ | --------- |
| 1     | Jakob Schüller      | Deutsches Reich | 22,0 s |           |
| 2     | Rinus van den Berge | Niederlande     | k. A.  |           |
| 3     | François Prinsen    | Belgien         | k. A.  |           |
| 4     | Hans Niggl          | Schweiz         | k. A.  |           |

### Vorlauf 5
| Platz | Name            | Nation      | Zeit   | Anmerkung |
| ----- | --------------- | ----------- | ------ | --------- |
| 1     | Charles Paddock | USA         | 22,2 s |           |
| 2     | Mario Gómez     | Mexiko      | 22,5 s |           |
| 3     | Anselmo Gonzaga | Philippinen | 22,7 s |           |
| 4     | Adolphe Groscol | Belgien     | 23,8 s |           |

### Vorlauf 6
| Platz | Name           | Nation             | Zeit   | Anmerkung |
| ----- | -------------- | ------------------ | ------ | --------- |
| 1     | Jackson Scholz | USA                | 22,2 s |           |
| 2     | Ralph Adams    | Kanada             | 22,5 s |           |
| 3     | Iwao Aizawa    | Japan              | 22,6 s |           |
| 4     | Sean Lavan     | Irischer Freistaat | 22,9 s |           |

### Vorlauf 7
| Platz | Name             | Nation          | Zeit   | Anmerkung |
| ----- | ---------------- | --------------- | ------ | --------- |
| 1     | Charles Borah    | USA             | 25,0 s |           |
| 2     | Hermann Schlöske | Deutsches Reich | 25,0 s |           |

### Vorlauf 8
| Platz | Name             | Nation           | Zeit   | Anmerkung |
| ----- | ---------------- | ---------------- | ------ | --------- |
| 1     | André Cerbonney  | Frankreich       | 22,2 s |           |
| 2     | Paul Brochart    | Belgien          | k. A.  |           |
| 3     | Ferenc Gerő      | Ungarn           | k. A.  |           |
| 4     | James Hall       | Britisch-Indien  | k. A.  |           |
| 5     | Johann Bartl     | Tschechoslowakei | k. A.  |           |
| 6     | Francisco Costas | Mexiko           | k. A.  |           |

### Vorlauf 9
| Platz | Name            | Nation                | Zeit   | Anmerkung |
| ----- | --------------- | --------------------- | ------ | --------- |
| 1     | Wilfred Legg    | Südafrikanische Union | 22,4 s |           |
| 2     | Alberto Barucco | Argentinien           |        |           |
| 3     | Haris Šveminas  | Litauen               | k. A.  |           |
| DSQ   | George Hester   | Kanada                |        |           |

### Vorlauf 10
| Platz | Name           | Nation           | Zeit   | Anmerkung |
| ----- | -------------- | ---------------- | ------ | --------- |
| 1     | Helmut Körnig  | Deutsches Reich  | 23,4 s |           |
| 2     | Karel Kněnický | Tschechoslowakei | k. A.  |           |
| 3     | Jean Moulin    | Luxemburg        | k. A.  |           |

### Vorlauf 11
| Platz | Name               | Nation         | Zeit   | Anmerkung |
| ----- | ------------------ | -------------- | ------ | --------- |
| 1     | Guy Butler         | Großbritannien | 22,8 s |           |
| 2     | Jérôme Mannaert    | Frankreich     | k. A.  |           |
| 3     | Juan Bautista Pina | Argentinien    | k. A.  |           |

### Vorlauf 12
| Platz | Name                 | Nation                | Zeit   | Anmerkung |
| ----- | -------------------- | --------------------- | ------ | --------- |
| 1     | Hermann Geißler      | Österreich            | 22,4 s |           |
| 2     | Giuseppe Castelli    | Königreich Italien    | k. A.  |           |
| 3     | Aubrey Burton-Durham | Südafrikanische Union | k. A.  |           |
| 4     | Angelos Lambrou      | Griechenland          | k. A.  |           |

### Vorlauf 13
| Platz | Name            | Nation         | Zeit   | Anmerkung |
| ----- | --------------- | -------------- | ------ | --------- |
| 1     | Walter Rangeley | Großbritannien | 22,0 s |           |
| 2     | Harry Broos     | Niederlande    | k. A.  |           |
| 3     | Willy Dujardin  | Belgien        | k. A.  |           |
| 4     | José de Lima    | Portugal       | k. A.  |           |

### Vorlauf 14
| Platz | Name              | Nation           | Zeit   | Anmerkung |
| ----- | ----------------- | ---------------- | ------ | --------- |
| 1     | Percy Williams    | Kanada           | 22,6 s |           |
| 2     | John Hambidge     | Großbritannien   | k. A.  |           |
| 3     | Jaroslav Vykoupil | Tschechoslowakei | k. A.  |           |

### Vorlauf 15
| Platz | Name           | Nation                | Zeit   | Anmerkung |
| ----- | -------------- | --------------------- | ------ | --------- |
| 1     | Cyril Gill     | Großbritannien        | 22,2 s |           |
| 2     | Howard Kinsman | Südafrikanische Union | k. A.  |           |
| 3     | Edgardo Toetti | Königreich Italien    | k. A.  |           |

## Viertelfinale
Datum: 31. Juli 1928
Es sind nicht alle Zeiten überliefert.

### Lauf 1
| Platz | Name            | Nation          | Zeit   | Anmerkung |
| ----- | --------------- | --------------- | ------ | --------- |
| 1     | Jakob Schüller  | Deutsches Reich | 22,0 s |           |
| 2     | Henry Cumming   | USA             | k. A.  |           |
| 3     | Ralph Adams     | Kanada          | k. A.  |           |
| 4     | Hermann Geißler | Österreich      | k. A.  |           |
| 5     | John Hambidge   | Großbritannien  | k. A.  |           |

### Lauf 2

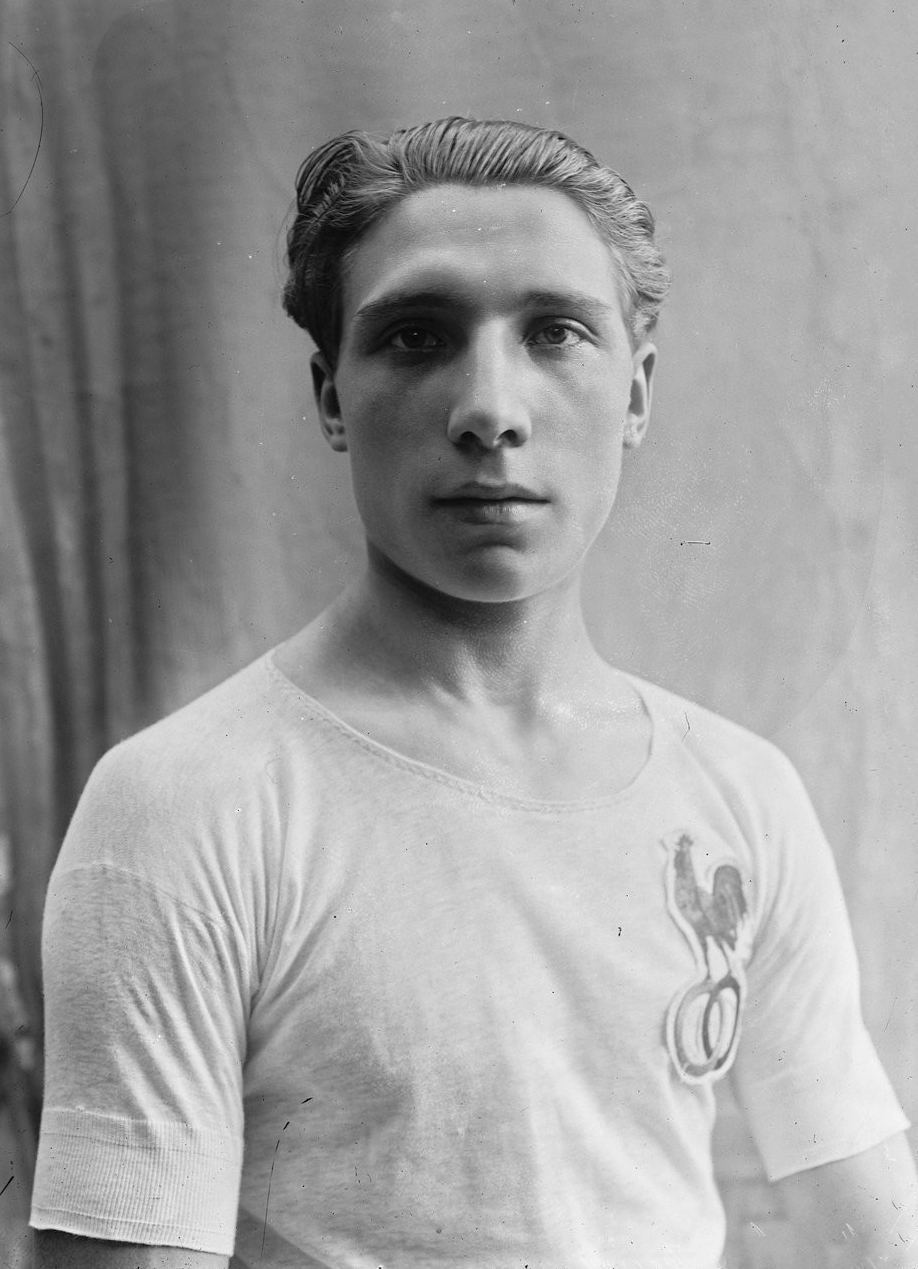
André Mourlon – ausgeschieden als Fünfter im zweiten Viertelfinale
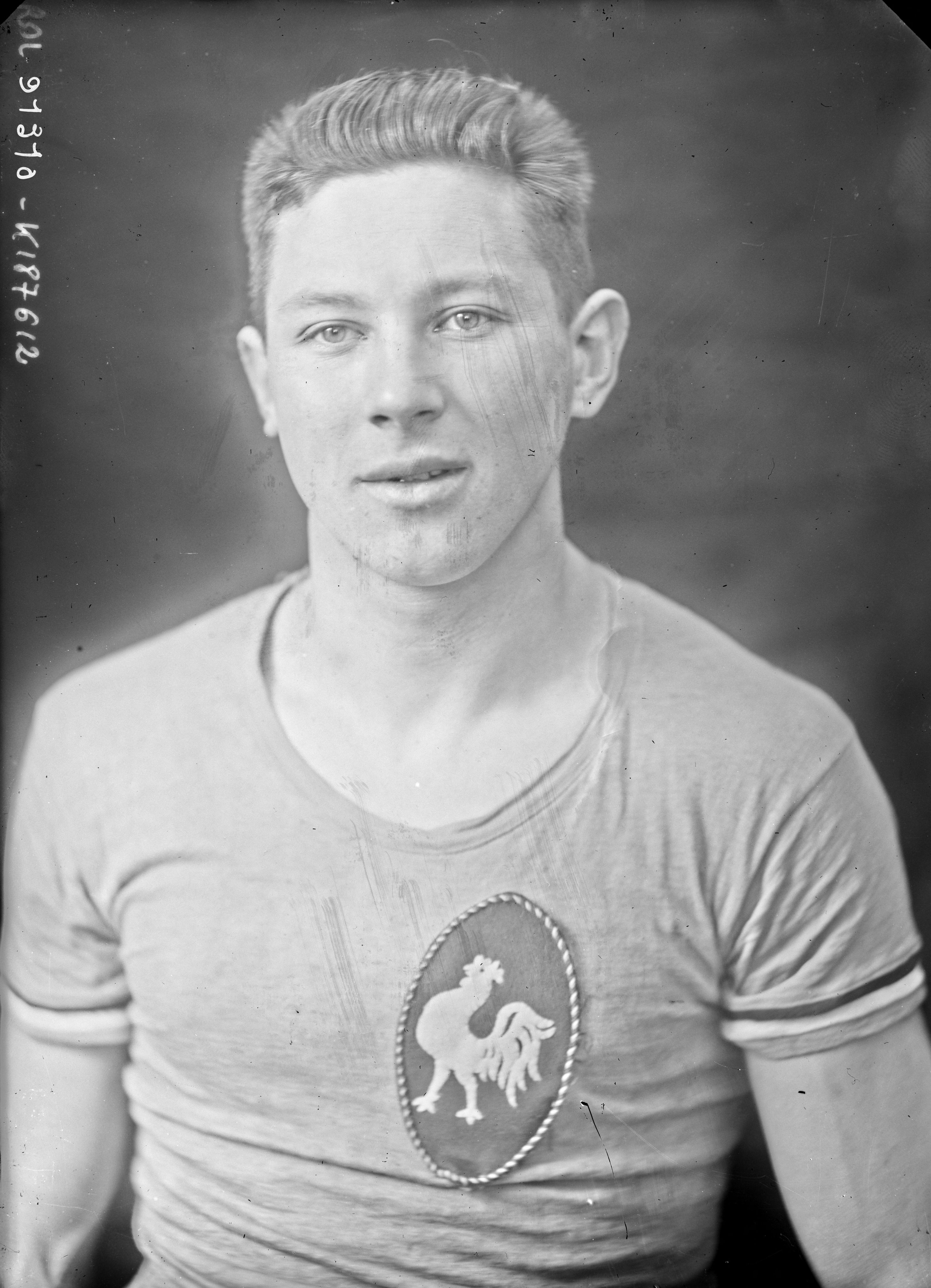
André Cerbonney – ausgeschieden als Dritter im dritten Viertelfinale
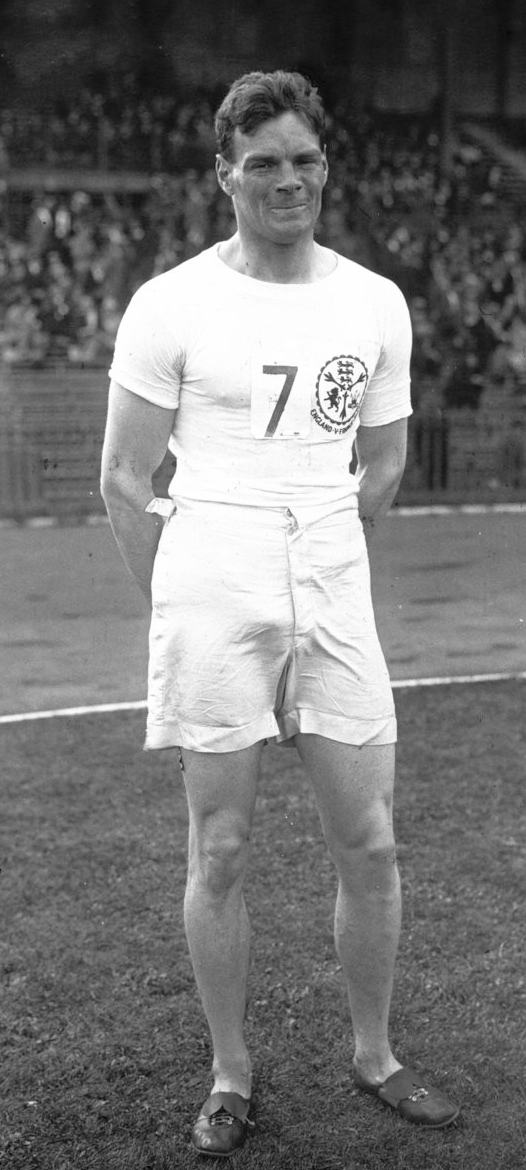
Guy Butler – ausgeschieden als Fünfter im dritten Viertelfinale

| Platz | Name                | Nation                | Zeit   | Anmerkung |
| ----- | ------------------- | --------------------- | ------ | --------- |
| 1     | Wilfred Legg        | Südafrikanische Union | 21,8 s |           |
| 2     | Cyril Gill          | Großbritannien        | k. A.  |           |
| 3     | Hermann Schlöske    | Deutsches Reich       | k. A.  |           |
| 4     | Rinus van den Berge | Niederlande           | k. A.  |           |
| 5     | André Mourlon       | Frankreich            | k. A.  |           |

### Lauf 3
| Platz | Name            | Nation         | Zeit   | Anmerkung |
| ----- | --------------- | -------------- | ------ | --------- |
| 1     | Charles Paddock | USA            | 21,8 s |           |
| 2     | Björn Kugelberg | Schweden       | k. A.  |           |
| 3     | André Cerbonney | Frankreich     | k. A.  |           |
| 4     | Guy Butler      | Großbritannien | k. A.  |           |
| 5     | Harry Broos     | Niederlande    | k. A.  |           |

### Lauf 4
| Platz | Name             | Nation           | Zeit   | Anmerkung |
| ----- | ---------------- | ---------------- | ------ | --------- |
| 1     | Jackson Scholz   | USA              | 21,8 s |           |
| 2     | Walter Rangeley  | Großbritannien   | 21,9 s |           |
| 3     | Paul Brochart    | Belgien          | k. A.  |           |
| 4     | Maurice Degrelle | Frankreich       | k. A.  |           |
| 5     | Karel Kněnický   | Tschechoslowakei | k. A.  |           |

### Lauf 5

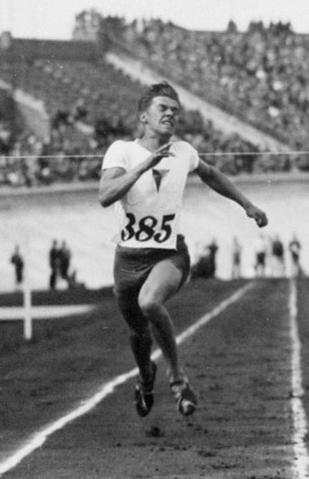
Karel Kněnický – ausgeschieden als Fünfter im vierten Viertelfinale
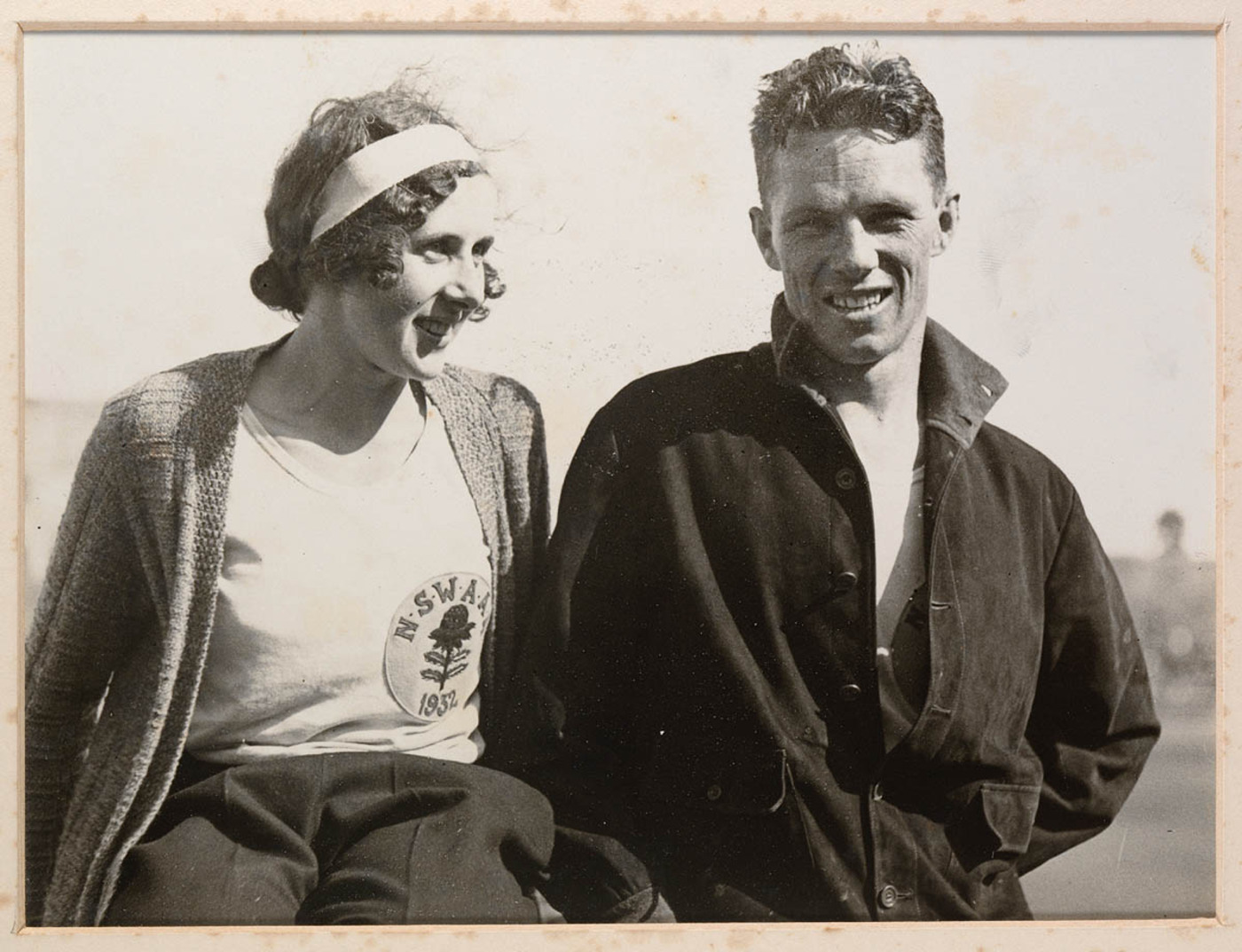
James Carlton (hier mit seiner Teamkollegin Eileen Wearne im Jahr 1932) – Vierter im sechsten Viertelfinale

| Platz | Name             | Nation                | Zeit   | Anmerkung |
| ----- | ---------------- | --------------------- | ------ | --------- |
| 1     | John Fitzpatrick | Kanada                | 22,0 s |           |
| 2     | Mario Gómez      | Mexiko                | k. A.  |           |
| 3     | Alberto Barucco  | Argentinien           | k. A.  |           |
| 4     | Jérôme Mannaert  | Frankreich            | k. A.  |           |
| 5     | Howard Kinsman   | Südafrikanische Union | k. A.  |           |

### Lauf 6
| Platz | Name              | Nation             | Zeit   | Anmerkung |
| ----- | ----------------- | ------------------ | ------ | --------- |
| 1     | Helmut Körnig     | Deutsches Reich    | 21,6 s | ORe       |
| 2     | Percy Williams    | Kanada             | 21,8 s |           |
| 3     | Charles Borah     | USA                | 21,8 s |           |
| 4     | James Carlton     | Australien         | 22,0 s |           |
| 5     | Giuseppe Castelli | Königreich Italien | k. A.  |           |

## Halbfinale
Datum: 1. August 1928

### Lauf 1

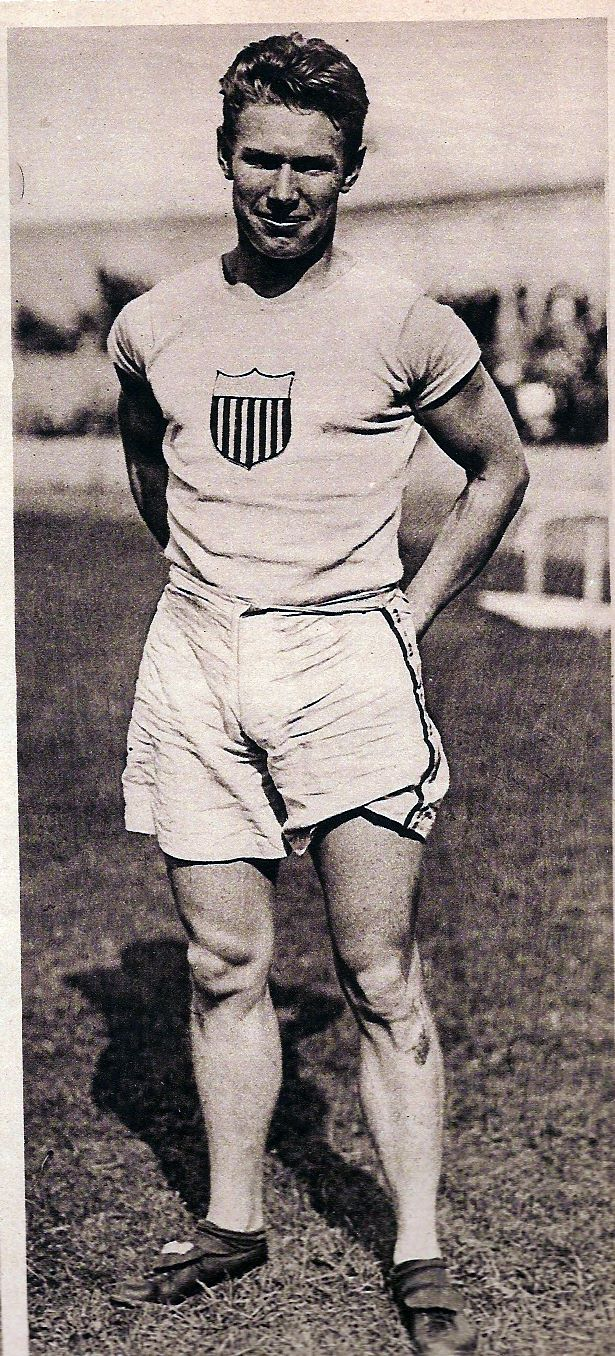
Charles Paddock – ausgeschieden als Vierter im ersten Halbfinale
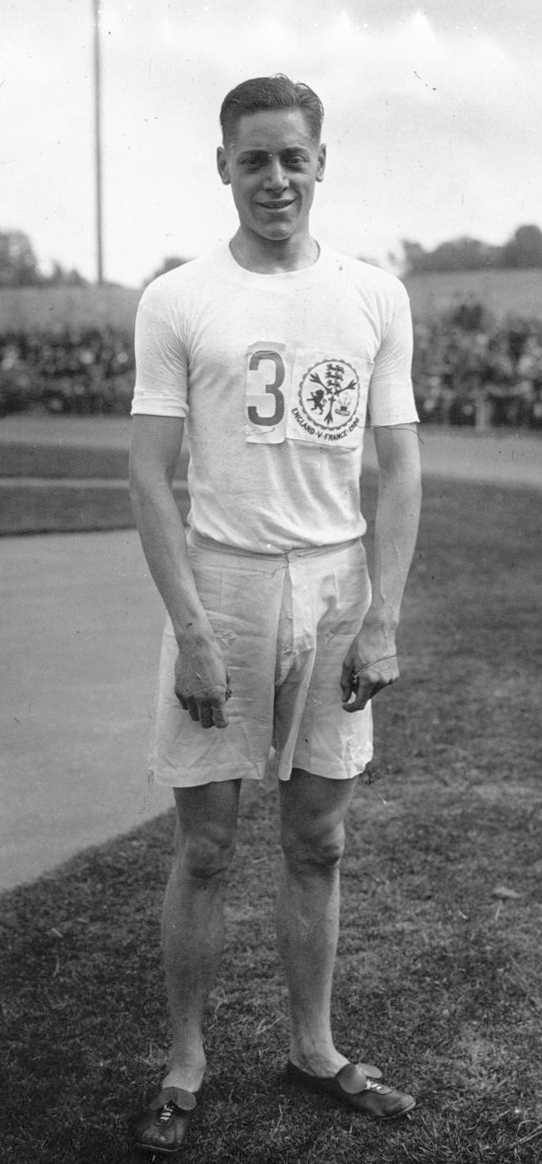
Cyril Gill – ausgeschieden als Fünfter im zweiten Halbfinale

| Platz | Name            | Nation                | Zeit   | Anmerkung |
| ----- | --------------- | --------------------- | ------ | --------- |
| 1     | Percy Williams  | Kanada                | 22,0 s |           |
| 2     | Walter Rangeley | Großbritannien        | 22,0 s |           |
| 3     | Jakob Schüller  | Deutsches Reich       | 22,1 s |           |
| 4     | Charles Paddock | USA                   | 22,1 s |           |
| 5     | Mario Gómez     | Mexiko                | 10,8 s |           |
| DNF   | Wilfred Legg    | Südafrikanische Union |        |           |

### Lauf 2
| Platz | Name             | Nation          | Zeit   | Anmerkung |
| ----- | ---------------- | --------------- | ------ | --------- |
| 1     | Helmut Körnig    | Deutsches Reich | 21,8 s |           |
| 2     | Jackson Scholz   | USA             | 21,9 s |           |
| 3     | John Fitzpatrick | Kanada          | 22,0 s |           |
| 4     | Henry Cumming    | USA             | 22,1 s |           |
| 5     | Cyril Gill       | Großbritannien  | 22,3 s |           |
| 6     | Björn Kugelberg  | Schweden        | 22,6 s |           |

## Finale
Datum: 1. August 1928
| Platz | Name             | Nation          | Zeit   | Anmerkung |
| ----- | ---------------- | --------------- | ------ | --------- |
| 1     | Percy Williams   | Kanada          | 21,8 s |           |
| 2     | Walter Rangeley  | Großbritannien  | 21,9 s |           |
| 3     | Helmut Körnig    | Deutsches Reich | 21,9 s |           |
| 4     | Jackson Scholz   | USA             | 21,9 s |           |
| 5     | John Fitzpatrick | Kanada          | 22,1 s |           |
| 6     | Jakob Schüller   | Deutsches Reich | 22,2 s |           |

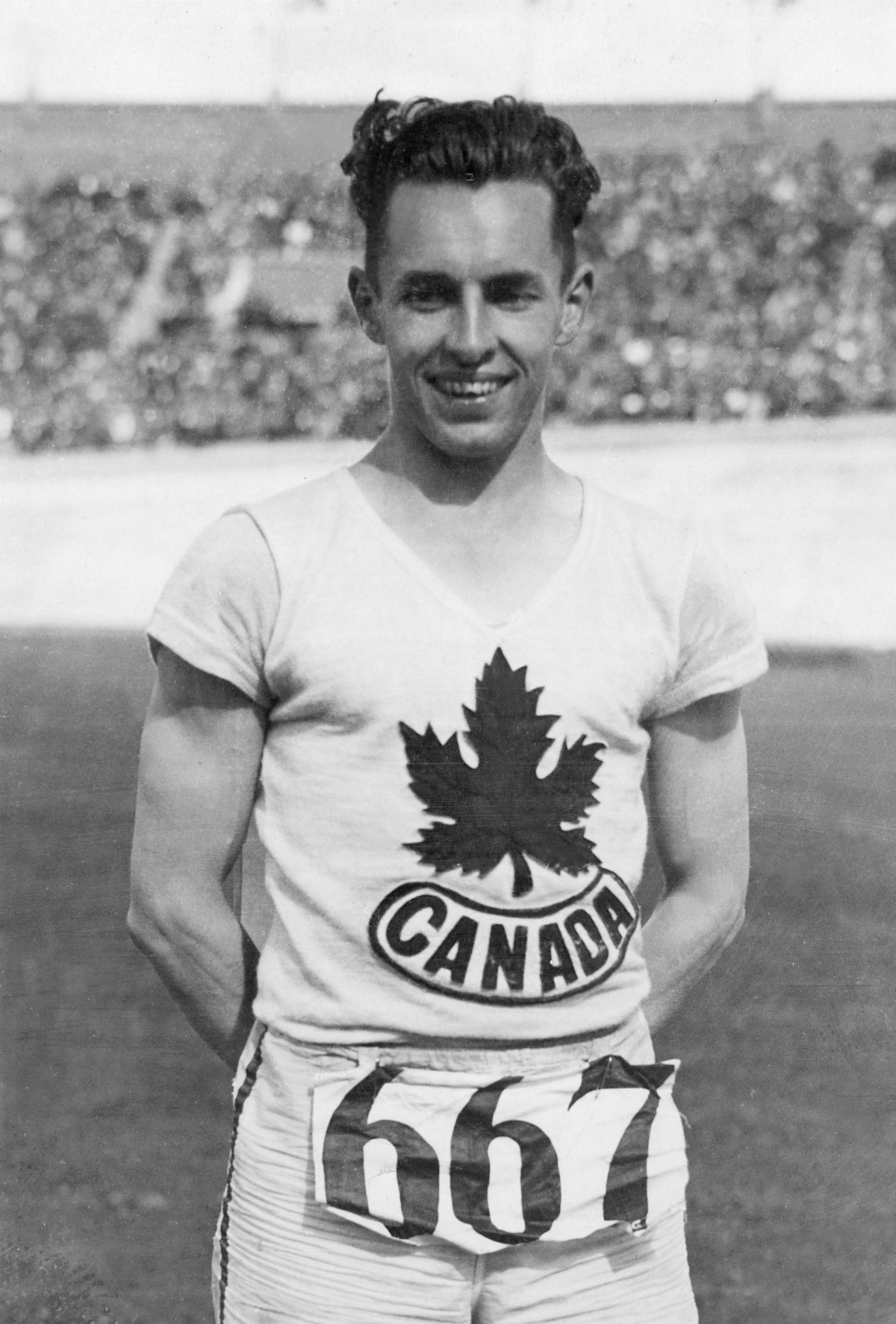
Percy Williams – Doppelsieger auf den Sprintstrecken

Aufgrund seiner Vorleistungen hieß der Favorit dieses Rennens Helmut Körnig. Im Viertelfinale hatte er mit 21,6 s den olympischen Rekord egalisiert und dabei den 100-Meter-Olympiasieger Percy Williams geschlagen. In der Vorentscheidung besiegte Körnig in 21,8 s den Goldmedaillengewinner von 1924 Jackson Scholz. Im Finale von Amsterdam ging Scholz das Rennen schnell an. Nach Streckenhälfte lag Körnig vorne, verkrampfte aber auf der Zielgeraden ein wenig und so konnten Williams und auch Walter Rangeley an ihm vorbeiziehen. Percy Williams hatte seine zweite Goldmedaille bei diesen Spielen gewonnen. Um die Bronzemedaille gab es zuerst keine Entscheidung, Körnig und Scholz kamen fast gleichauf ins Ziel. Die Schiedsrichter entschieden auf ein totes Rennen, beide Läufer sollten noch einmal gegeneinander antreten. Scholz zog zurück und überließ Körnig somit die Bronzemedaille. Spätere Filmanalysen zeigten, dass diese Entscheidung richtig war.
Nach seinem Sieg über die 100 Meter zwei Tage zuvor wurde Percy Williams nun zum ersten Sprint-Doppelolympiasieger, der nicht aus den USA kam.
Helmut Körnig schaffte den ersten deutschen Medaillengewinn über 200 Meter.
Zum ersten Mal blieb die US-Mannschaft in dieser Disziplin ohne Medaillengewinn.

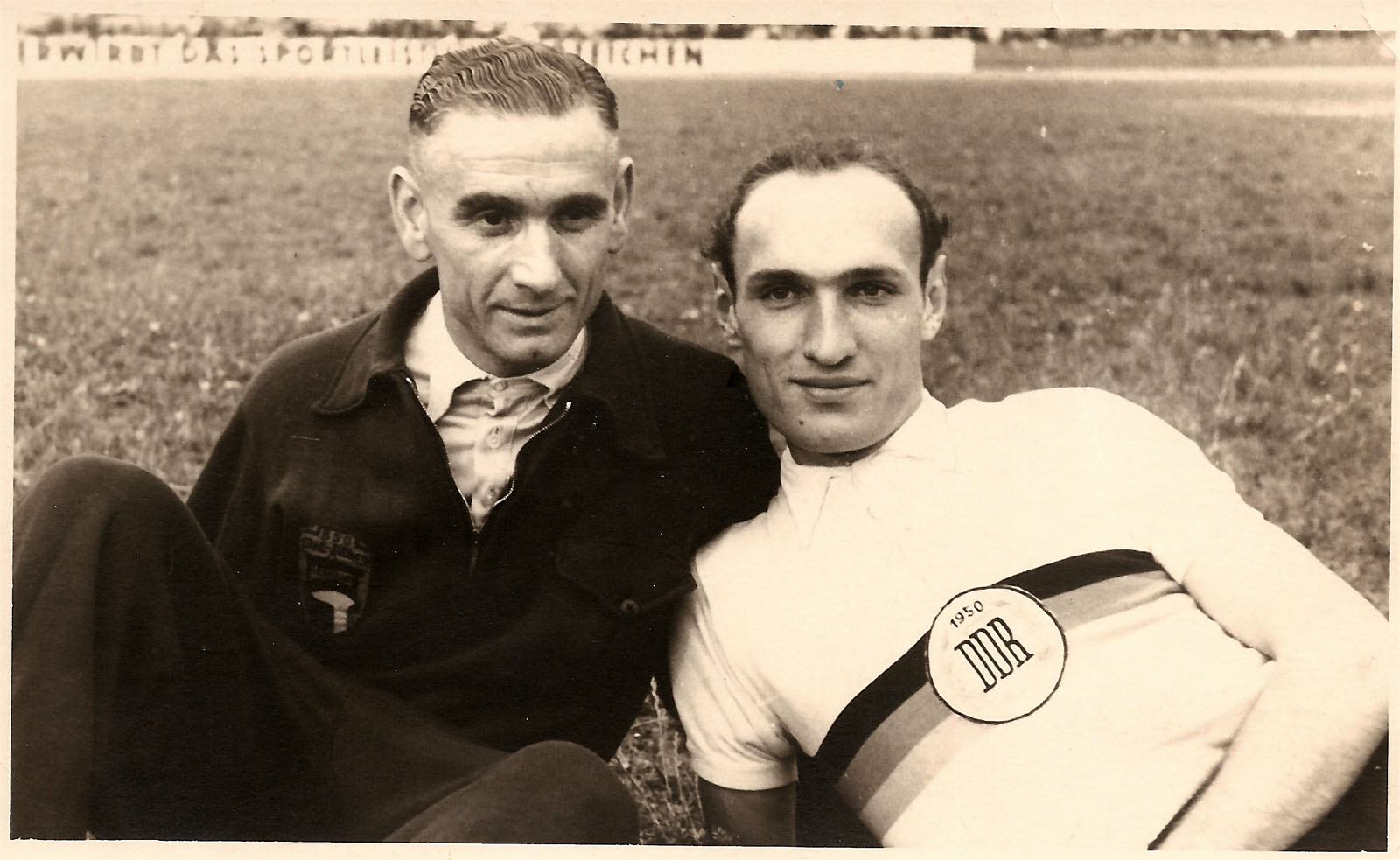
Helmut Körnig (hier mit seinem Trainer Josef Weyand) gewann Bronze
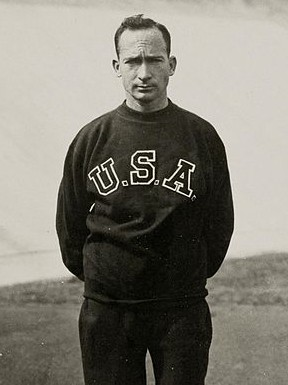
Der Olympiasieger von 1924 Jackson Scholz kam auf Platz vier ins Ziel
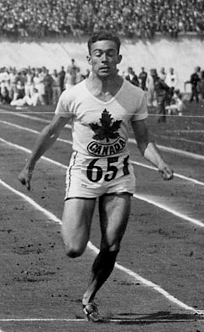
John Fitzpatrick – über 100 Meter im Halbfinale ausgeschieden – erreichte Platz fünf
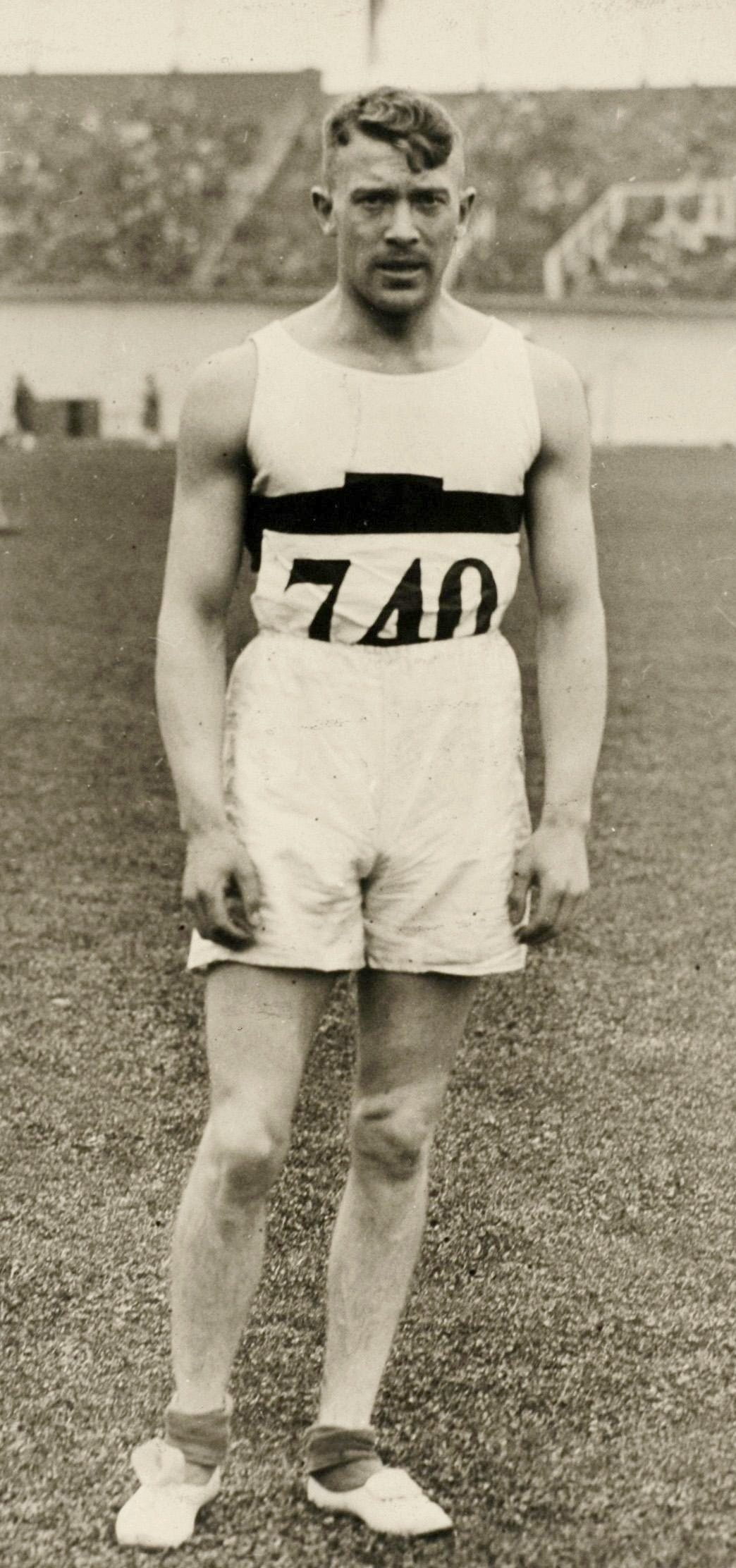
Jakob Schüller lief im Finale auf Platz sechs

## Video
- Percy Williams Wins 100m & 200m Gold At 19 - Amsterdam 1928 Olympics, youtube.com, abgerufen am 11. September 2017